# The Lotus Eater (film)

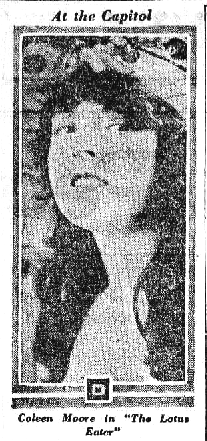
Colleen Moore dans le film.

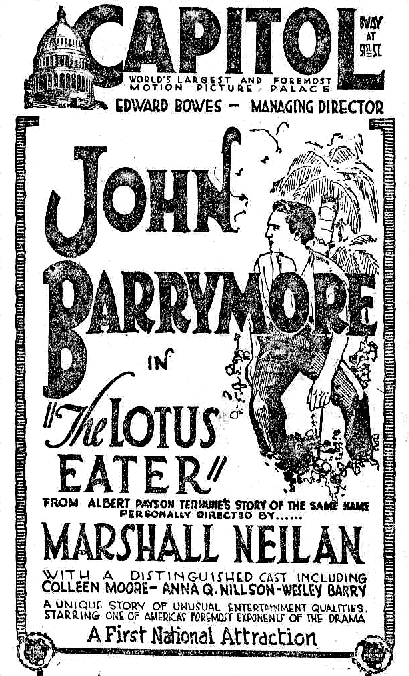
Pub d'un journal new-yorkais pour le film.

Pour les articles homonymes, voir The Lotus Eater.
The Lotus Eater est un film muet américain de 1921 réalisé par Marshall Neilan. John Barrymore est Jacques Leroi et Colleen Moore est Mavis dans ce drame romantique. C'est un film perdu.

## Fiche technique
- Réalisation : Marshall Neilan

## Distribution
- John Barrymore : Jacques Leroi
- Colleen Moore : Mavis
- Anna Q. Nilsson : Madge Vance
- Ida Waterman : Mrs. Hastings Vance
- Frank Currier : The Dean
- Wesley Barry : Jocko
- J. Barney Sherry : John Carson
- Dorothy Mackaill